# جاده ۱۰۱ ایالات متحده آمریکا
جاده ۱۰۱ ایالات متحده آمریکا (انگلیسی: U.S. Route 101) یکی از بزرگراه‌های اصلی سیستم بزرگراهی ایالت متحده آمریکا است که به طول ۱۵۴۰ کیلومتر از لس آنجلس شروع و در تام واتر، واشینگتن به پایان می‌رسد. این بزرگراه در نوار ساحلی غرب آمریکا قرار دارد.

## نگارخانه

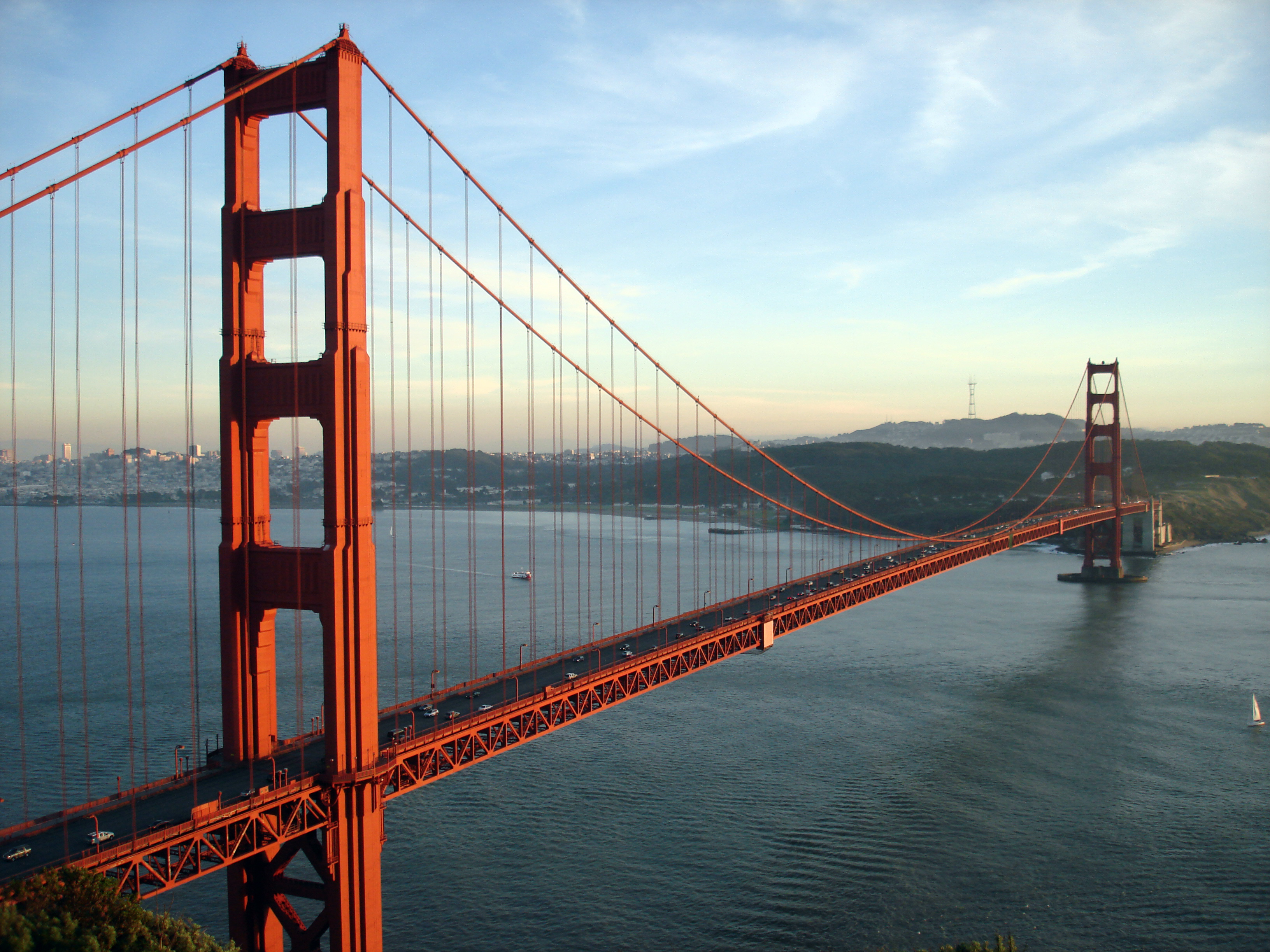
پل گلدن گیت
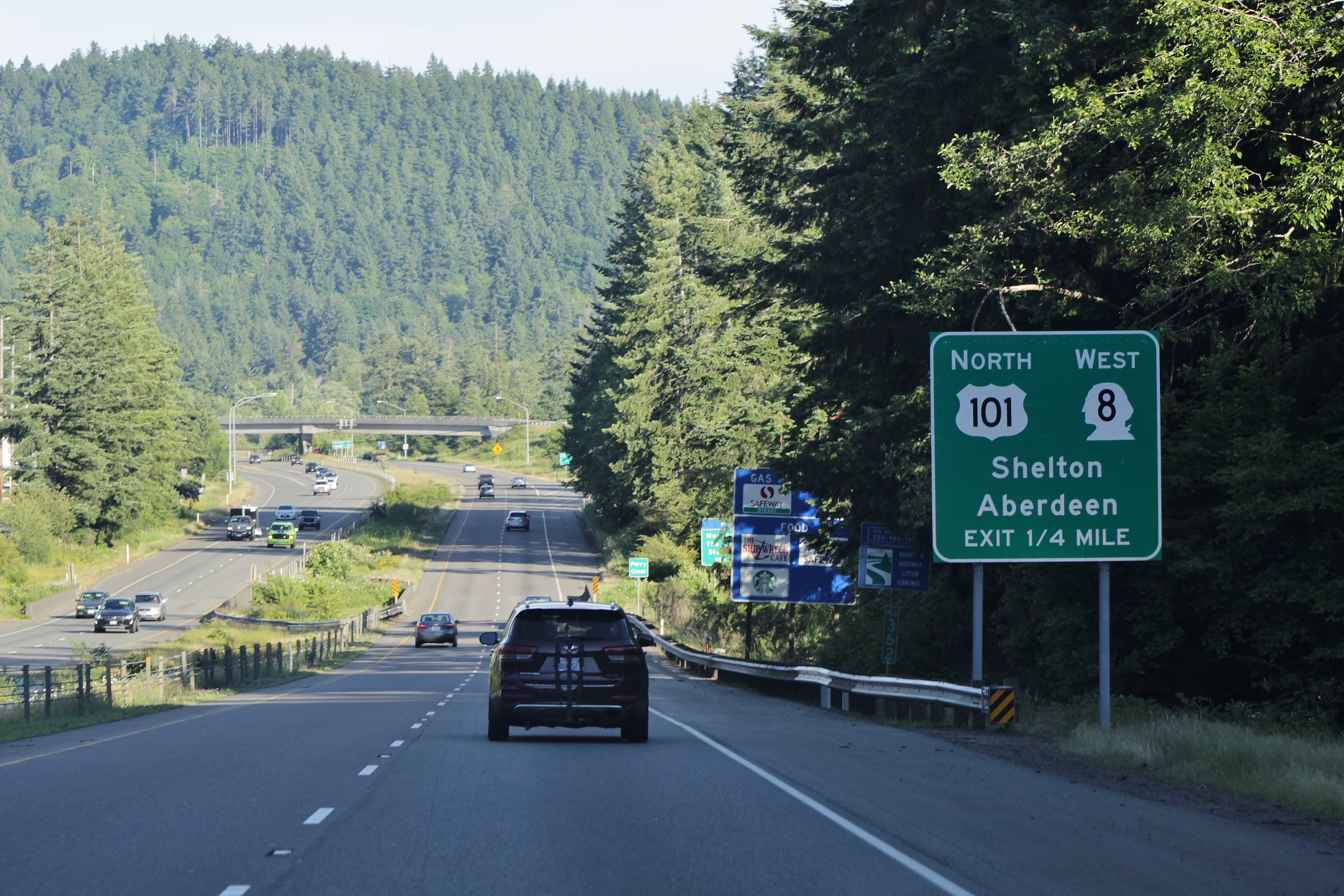
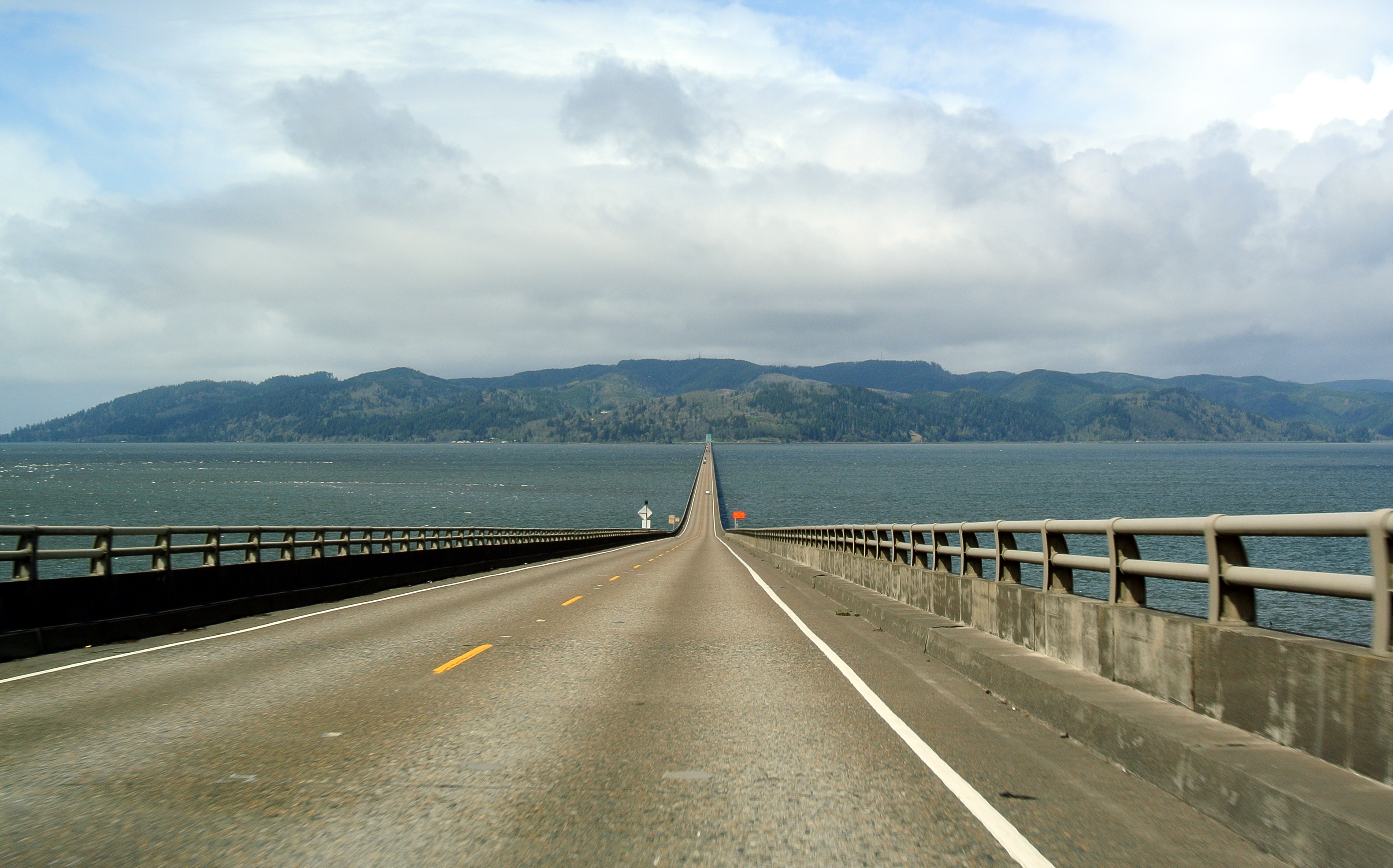
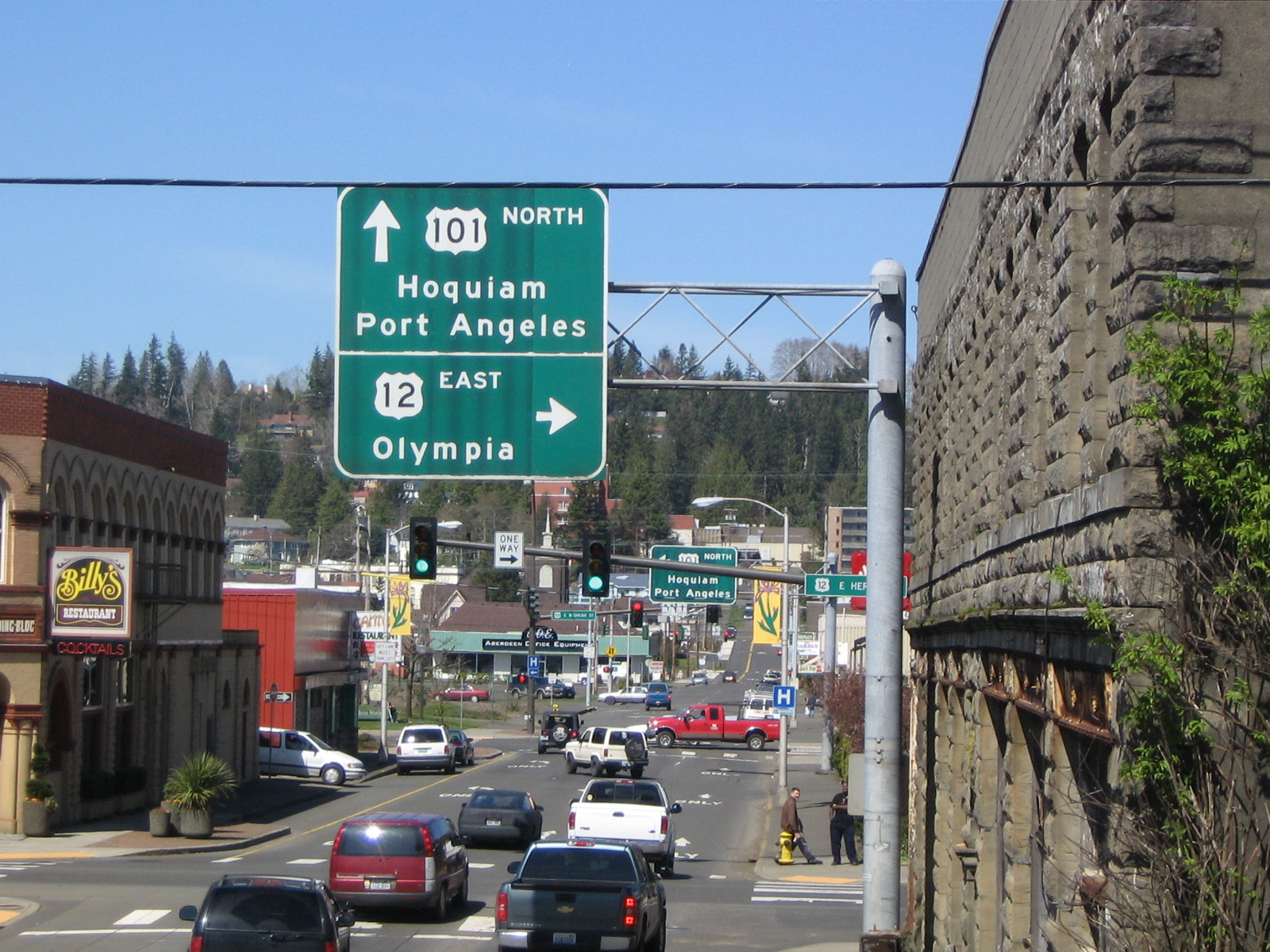